# Paždí

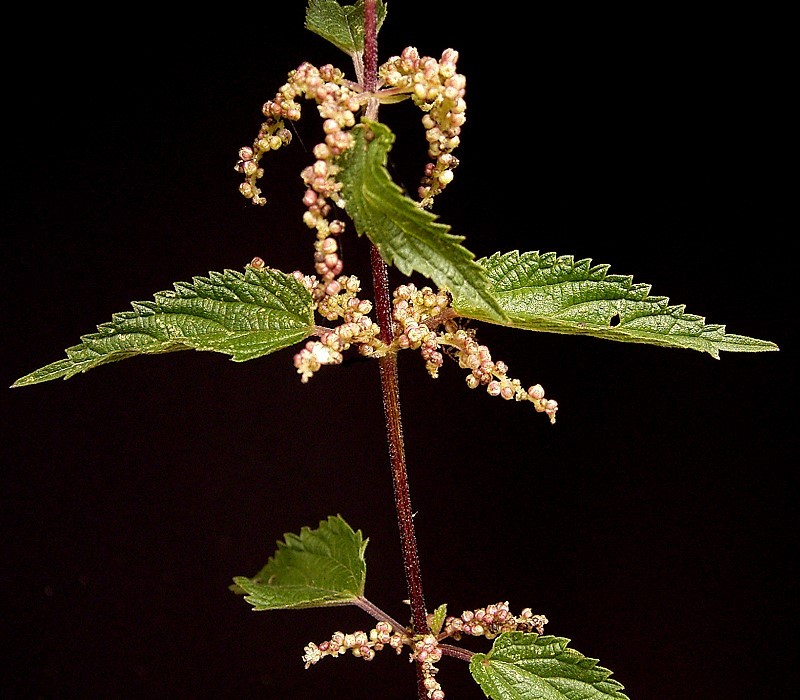
Květenství vyrůstající z paždí kopřivy dvoudomé

Paždí (axilla), často nazývané úžlabí, je místo na stonku nebo větvi rostliny, odkud vyrůstá list nebo listen. List může být ke stonku připojen řapíkem nebo může přisedat přímo svou čepelí. Paždí může být obklopeno ještě palisty, drobnými částmi listů vyrůstající na bázi řapíku nebo čepele u přisedlých listů, někdy i trny. Paždí se nacházejí na uzlinách, u trav na kolénkách.
V paždí se nacházejí tzv. axiální pupeny (gemma axillaris), z kterých mohou vyrůst jednotlivé květy, celá květenství, odbočující lodyhy, rozmnožovací odnože nebo letorosty dřevní či plodné. Mnohé tyto pupeny jsou tzv. spící, aktivují se jen za určitých podmínek. V paždí se nachází také nejvíce pupenů adventivních kořenů, toho se využívá při vegetativním množení rostlin řízkováním nebo hřížení. 
V jednom paždí může být i více pupenů, koleterální (vedle sebe) u jednoděložných nebo seriální (nad sebou) u dvouděložných rostlin.

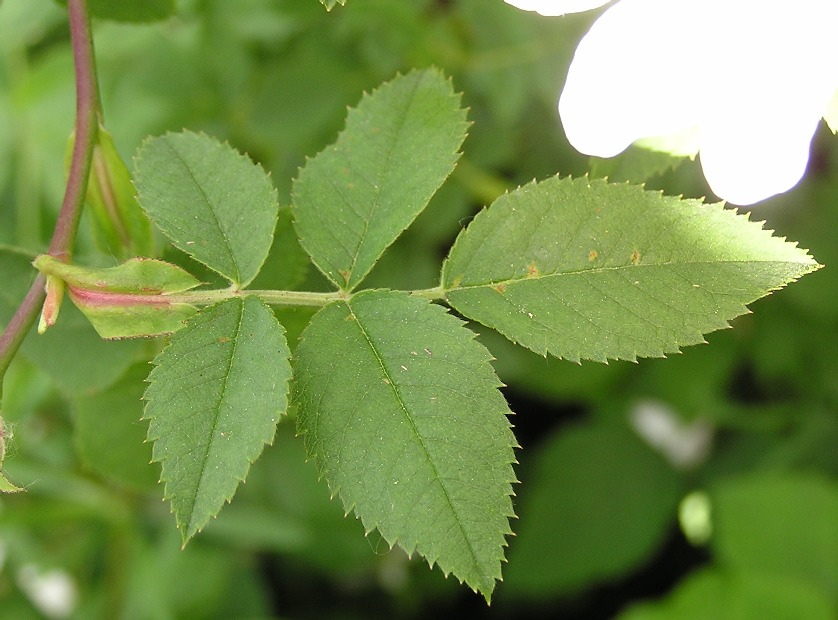
Paždí řapíkatého listu s palisty
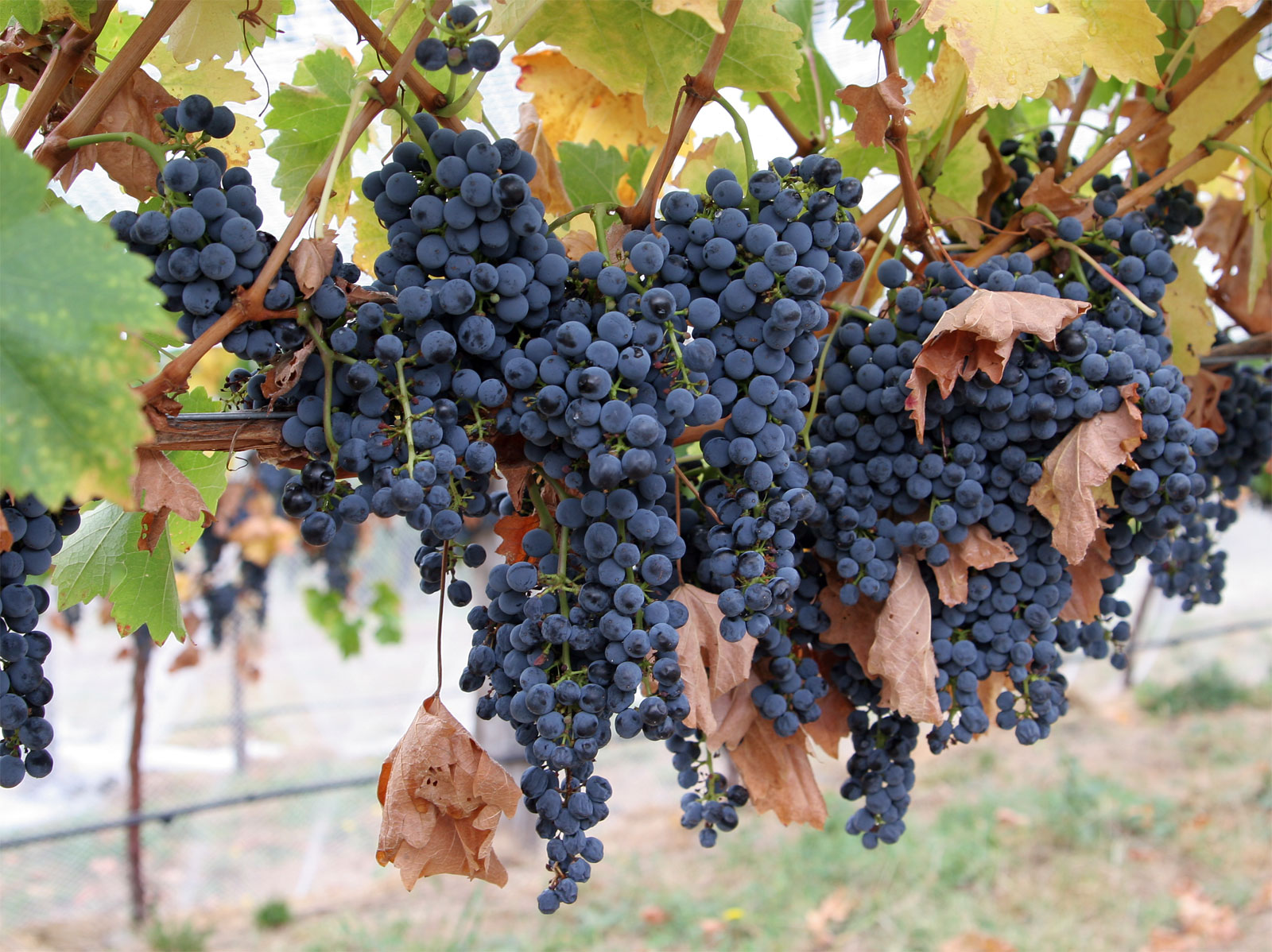
Plody révy vinné visící z paždí suchých listů
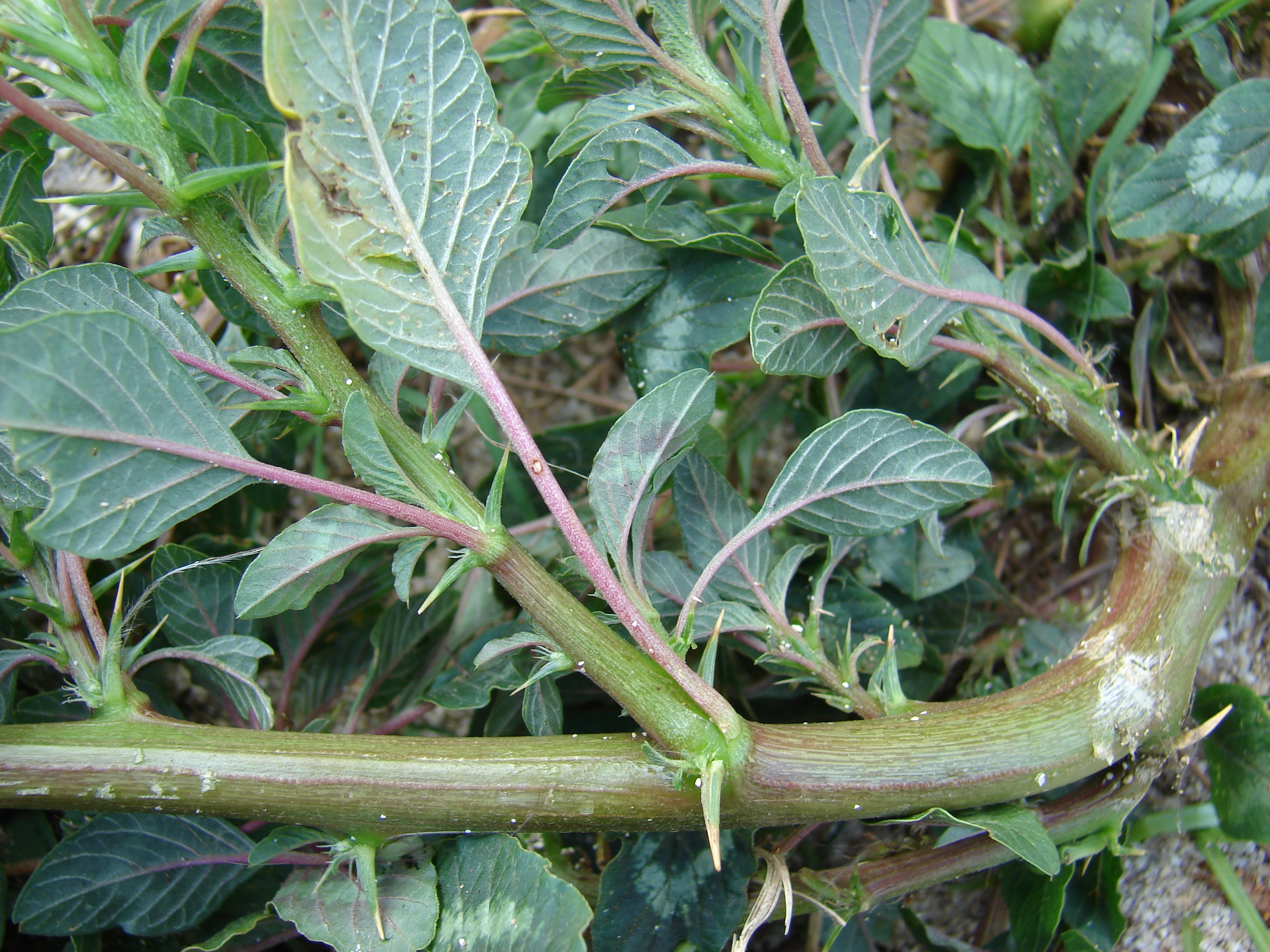
Lodyhy vyrůstající z paždí laskavce
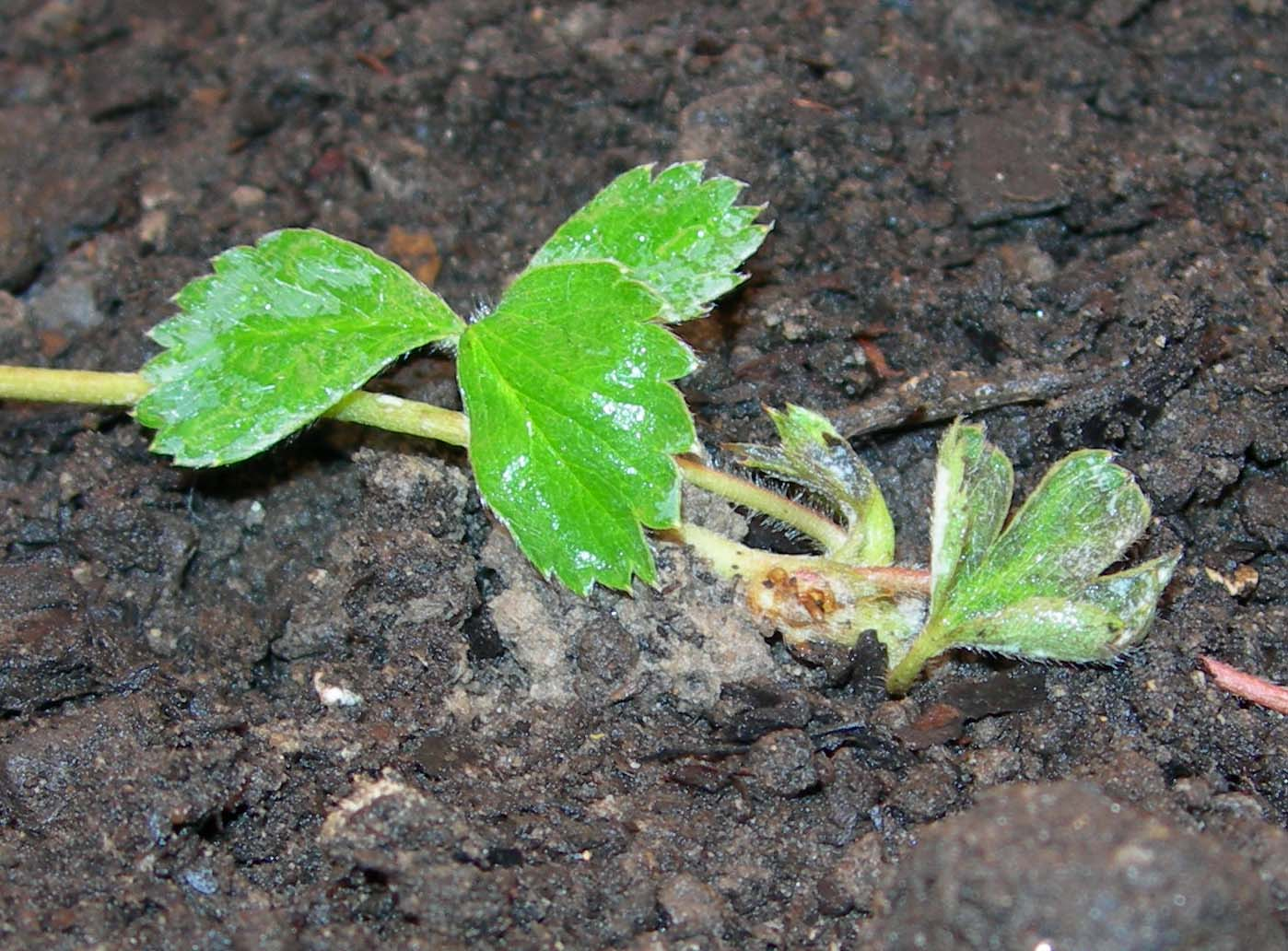
Šlahouny vyrůstající z paždí jahodníku